# Mark! Lopez
mark! Lopez es un activista ambiental estadounidense. Fue director ejecutivo de East Yard Communities for Environmental Justice. Ganó el Premio Mediombiental Goldman de 2017.

## Biografía
Se graduó en la Universidad de California, Santa Cruz y la Universidad Estatal de California, Northridge.
Presionó para que se limpiara la contaminación por las baterías de plomo de la empresa Exide en Vernon, California. Organizó una protesta en el Civic Center, Los Ángeles.

## Familia
Su abuela es Juana Beatriz Gutiérrez, cofundadora de Mothers of East Los Angeles.